# Uproszczony wskaźnik rozwoju społecznego

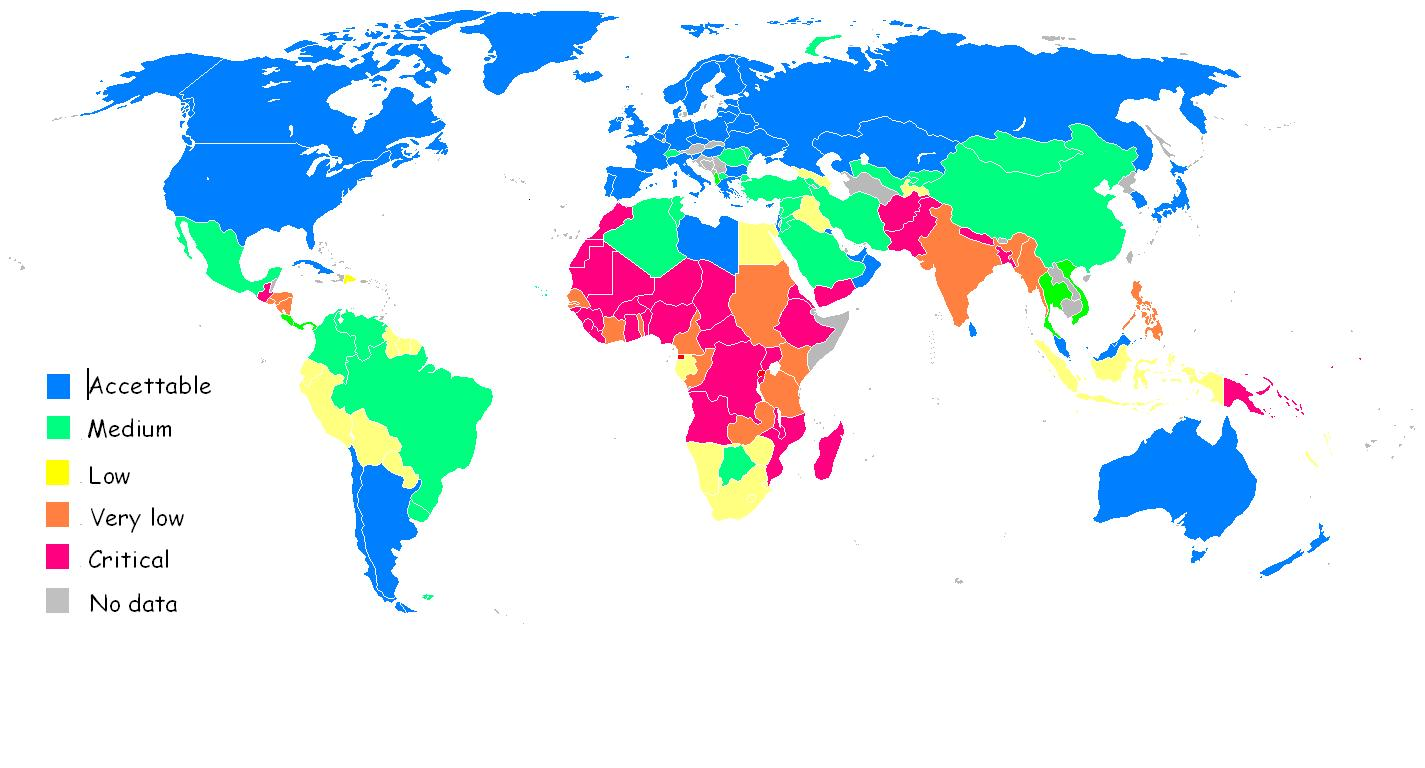
Uproszczony wskaźnik rozwoju społecznego, 2008

Uproszczony wskaźnik rozwoju społecznego, BCI (skrótowiec od ang. Basic Capabilities Index) – wskaźnik opracowany przez federację Social Watch w celu zdefiniowania biedy bez opierania się na danych dotyczących dochodów. Najpowszechniej używane wskaźniki ubóstwa to granica skrajnego ubóstwa (określona przez Bank Światowy na 1 lub 2 dolary dziennie) lub ranking stworzony w ramach Programu Narodów Zjednoczonych ds. Rozwoju na podstawie wskaźnika rozwoju społecznego, wyliczanego na podstawie danych dotyczących zdrowia i edukacji. BCI jest na tym tle stosunkowo łatwy do obliczenia i zastosowania również na poziomie miast i regionów, bez potrzeby przeprowadzania kosztownych badań dochodów gospodarstw domowych. Brak kryteriów dochodowych w konstrukcji uproszczonego wskaźnika rozwoju społecznego bardziej zbliża go do definicji biedy jako niemożności korzystania z praw człowieka.
BCI jest wyznaczany w oparciu o trzy kryteria:
- odsetek dzieci, które skończyły 5 klas szkoły podstawowej
- odsetek dzieci, które dożyły piątego roku życia (wyliczany w oparciu o umieralność dzieci poniżej piątego roku życia)
- odsetek porodów odebranych przez wykwalifikowany personel medyczny.

Kryteria te odzwierciedlają różne cele rozwojowe zdefiniowane na poziomie międzynarodowym (edukacja, opieka zdrowotna nad dziećmi, zdrowie reprodukcyjne). I tak badania wskazują, że BCI, jako wskaźnik będący sumą innych wskaźników, daje ogólny obraz sytuacji, spójny ze statusem dotyczącym opieki zdrowotnej i poziomu edukacji w odniesieniu do danej populacji.
Najwyższy możliwy wynik BCI kraj osiąga wtedy, gdy wszystkie kobiety otrzymują pomoc medyczną podczas porodu, żadne dziecko nie opuszcza szkoły przed ukończeniem piątej klasy, a umieralność dzieci poniżej piątego roku życia jest nie większa niż 5 na 1000. Wskaźniki te są ściśle związane z minimalnymi prawami, które każdy człowiek powinien mieć zagwarantowane, koncentrując się zwłaszcza na prawach dotyczących najmłodszych dzieci i określając w ten sposób możliwości przyszłego rozwoju.
Użyteczność BCI polega na tym, że jest on ściśle powiązany ze wskaźnikami odnoszącymi się do społecznego rozwoju państwa. Każdemu krajowi przypisany zostaje wynik umożliwiający porównanie go z innymi oraz określenie jego ewolucji w czasie.